# Catedral de Guachochi
La Catedral de Guachochi (o de Tarahumara), oficialmente Catedral de Nuestra Señora de Guadalupe es un templo católico elevado al rango de catedral, siendo sede de la Diócesis de Tarahumara. Se ubica en la ciudad de Guachochi, en el estado de Chihuahua.

## Breve historia
No se sabe con certeza los orígenes de la catedral, en 1993 cuando se erigió la Diócesis de Tarahumara mediante la bula Cum esset del papa Juan Pablo II, la parroquia fue consagrada como catedral por el obispo José Luis Dibildox Martínez y mencionada en la bula.